# Air Paradise
Air Paradise International fue una aerolínea con base en Denpasar, Bali, Indonesia. Efectuaba vuelos a destinos de Australia, Corea del Sur y Taiwán. Su base de operaciones principal es el Aeropuerto Ngurah Rai, Denpasar. El 24 de noviembre de 2005 la aerolínea anunció que cancelaba todas sus operaciones debido a la reducción del tráfico por los atentados terroristas en la isla el 1 de octubre de 2005. Air Paradise consideró restaurar sus servicios en marzo de 2007 pero esta decisión ha quedado postpuesta.
El Ministerio de Transporte incrementó la revocación de licencia de vuelo a once aerolíneas en febrero de 2007, incluyendo a Air Paradise.

## Historia
La aerolínea fue fundada en junio de 2002 y comenzó a operar el 16 de febrero de 2003 con vuelos a Perth en Australia desde Denpasar, Bali. El 27 de diciembre de 2004 comenzaron los vuelos a Osaka, Japón. Los vuelos fueron suspendidos el 24 de noviembre de 2005 tras una reducción de tráfico tras los ataques terroristas del 1 de octubre de 2005 en Bali. En junio de 2006, la página web continuaba todavía operativa, anunciando las negociaciones para insuflar capital a la aerolínea. Air Paradise utilizó aeronaves A300 y A310 en sus vuelos a Melbourne, Sídney y Perth. Uno de los grandes competidores en la ruta de Denpasar fue Garuda Indonesia.

## Vuelos
Air Paradise operaba vuelos regulares internacionales a los siguientes destinos (a enero de 2005): Adelaida, Brisbane, Melbourne, Osaka, Perth, Seúl y Sídney.

## Flota
La flota de Air Paradise estaba compuesta de las siguientes aeronaves (en julio de 2005):
- Airbus A300-600ER
- Airbus A310-300
- Boeing 737-800